# HellermannTyton
HellermannTyton är en brittisk tillverkare och leverantör av produkter för kabelinstallationer, med verksamhet i 39 länder med huvudkontor i Crawley, Storbritannien. Företaget har 18 fabriker och sysselsätter globalt 6 000 personer.

 Företaget noterades på Londonbörsen och förvärvades sedan av Delphi Automotive i december 2015.
Delphi bytte namn på den del av verksamheten som är inriktad på elektrifiering och automatiserade och självkörande bilar. Den nya enheten heter Aptiv. 

## Historia
Företaget grundades 1933 och ägdes från 2006 av Doughty Hanson & Co, en brittiskt privat kapitalfond.  2013 noterades det på London Stock Exchange.
Den 18 december 2015 blev företaget köpt av Delphi Automotive  och HellermannTyton blev en del av Delphi's Electrical/Electronic Architecture Division.
Från 1969 till sent på 1990-talet etablerade företaget verksamheter i Argentina, Österrike, Brasilien, Kina, Japan, Singapore, Sverige, Norge, Spanien och USA. Under perioden 1998 till 2006 har bolaget fokusera på globaliseringen av näringslivet och konsolidering av sin varumärkesposition under HellermannTytons namn. Sedan 2006 har gruppen utökat sin produktionskapacitet och distributionskedjan, och utökat sin verksamhet i Syd- och Centralamerika och Asien. 
Det svenska bolaget etablerades 1982 och har huvudkontor i Kista och centrallager i Stockholm.

## Ursprungsnamn
Namnet HellermannTyton är en kombination av grundarens efternamn, Paul Hellermann, och Tyton-systemet som blev lanserat 1965. År 1999 blev namnet HellermannTyton ett globalt varumärke för alla verksamheterna som tillhör gruppen.

## Fabriker
HellermannTyton tillverkar sina produkter i femton produktionsanläggningar. Tre produktionsanläggningar finns i Storbritannien (Manchester, Plymouth, Northampton). De övriga finns i Frankrike (Trappes), Tyskland (Tornesch), Sydafrika (Johannesburg), Singapore (Yishun), Indien, Kina (Wuxi), Japan (Hyogo), USA (Milwaukee), Brasilien (Jundiai) och Polen (Zagorow).

## Produkter och kundsegment
Företaget tillverkar produkter inom området skydda, fästa, märka, bunta och koppla kabel och ledning.

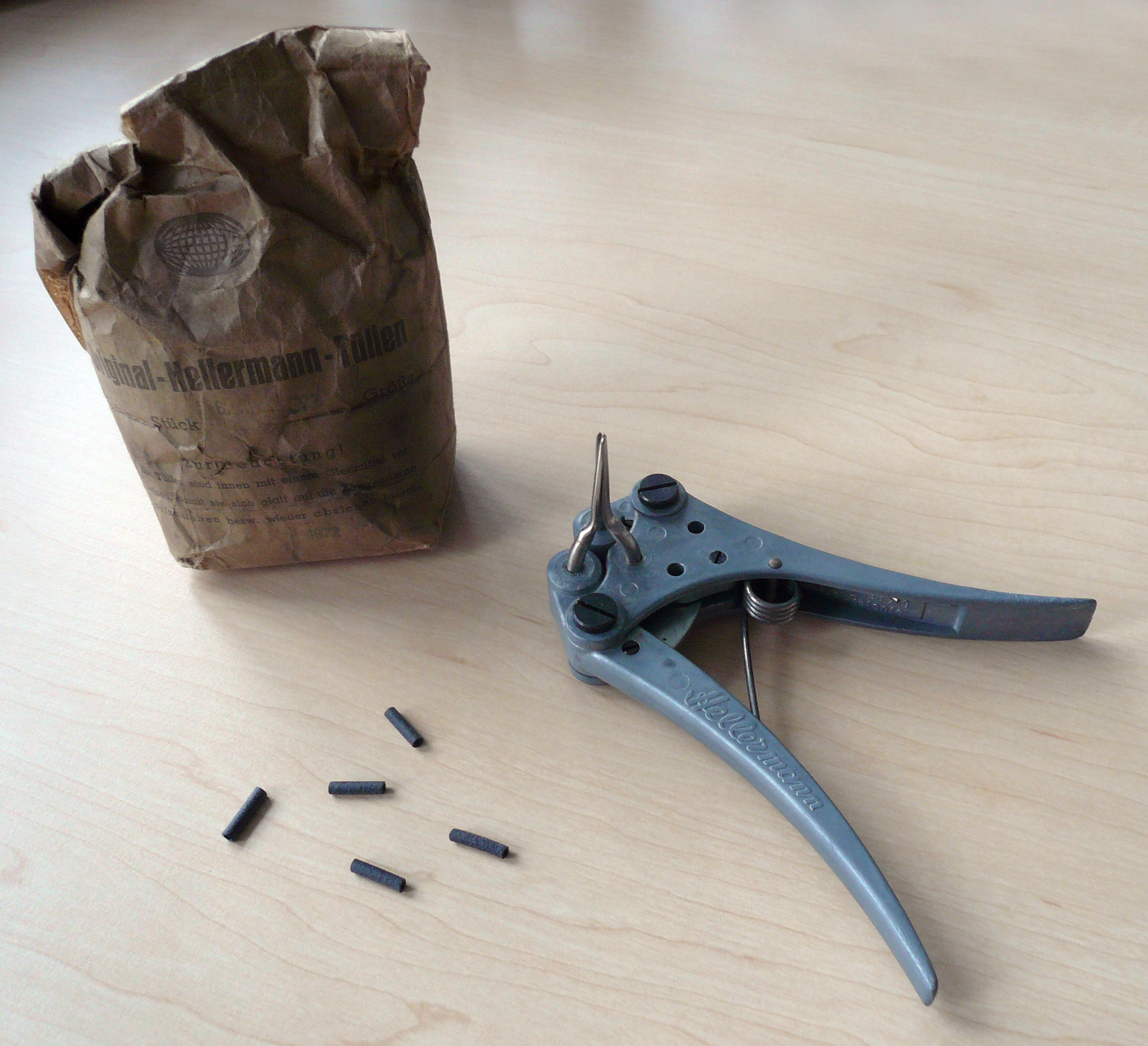
Första produkterna av Hellermann ”Expansionsverktyg” och “Böjskydd”.